# Dicloruro di zolfo
Il dicloruro di zolfo è un composto chimico del cloro e dello zolfo con formula SCl2; il legame che si viene a formare tra il cloro e lo zolfo è un legame covalente. Questo liquido rosso ciliegia è il cloruro di zolfo più semplice e uno dei più comuni cloruri di zolfo; è usato come precursore dei composti organosolforati. È una sostanza altamente corrosiva e tossica, e reagisce a contatto con l'acqua formando acidi contenenti cloro. 

## Clorazione dello zolfo
Il dicloruro di zolfo è prodotto dalla clorurazione di zolfo elementare o dicloruro di dizolfo. Il processo avviene in una serie di passaggi, alcuni dei quali sono:
{\displaystyle {\ce {S8\ +\ 4Cl2->4S2Cl2\,\,\,}}} con {\displaystyle \,\,\,\mathrm {\Delta H=-58,2kJ/mol} }
{\displaystyle {\ce {S2Cl2\ +\ Cl2\leftrightarrows 2SCl2\,\,\,}}} con {\displaystyle \mathrm {\,\,\,\Delta H=-40,6kJ/mol} }
È stato proposto che l'aggiunta di Cl2 a S2Cl2 proceda tramite un intermedio di valenza mista Cl3S-SCl. Il dicloruro di zolfo subisce un'ulteriore clorurazione per dare SCl4, ma questa specie è instabile a temperatura quasi ambiente. È probabile che esistano diversi SxCl2 dove x > 2.
Il dicloruro di dizolfo (S2Cl2), è l'impurità più comune nel dicloruro di zolfo. La separazione del dicloruro di zolfo da dicloruro di dizolfo è possibile tramite distillazione con tricloruro di fosforo (PCl3) per formare un azeotropo con una purezza del 99%, tuttavia il dicloruro di zolfo perde cloro lentamente a temperatura ambiente e ritorna al dicloruro di dizolfo. I campioni puri possono essere conservati in ampolle di vetro sigillate che sviluppano una leggera pressione positiva di cloro, arrestandone la decomposizione.

## Utilizzo nella sintesi chimica
Il dicloruro di zolfo è usato nella sintesi organica. Si aggiunge agli alcheni per dare tioeteri sostituiti con cloruro. Applicazioni illustrative sono la sua aggiunta all'1,5-cicloottadiene per dare un tioetere biciclico e etilene per dare gas mostarda
SCl2  +  2 H2C=CH2  →  S(CH2CH2Cl)2.
Il dicloruro di zolfo è anche un precursore di diversi composti inorganici dello zolfo. Il trattamento con fluoruri salini dà tetrafluoruro di zolfo (SF4) attraverso la decomposizione del difluoruro di zolfo intermedio. Con acido solfidrico (H2S), il dicloruro di zolfo reagisce per dare solfani "inferiori" come S3H2.
La reazione con l'ammoniaca fornisce nitruri di zolfo correlati al tetranitruro di tetrazolfo (S4N4). Il trattamento del dicloruro di zolfo con ammine primarie fornisce diimmidi di zolfo. Un esempio è la di-t-butilsulfurdiimmide.

## Applicazioni
Utilizzato per la vulcanizzazione della gomma (inserimento -S-S- tra catene polimeriche)

## Sicurezza
A contatto con l'acqua, il dicloruro di zolfo rilascia acido cloridrico.